# 量産型・地雷系
量産型・地雷系（りょうさんがた・じらいけい）は2020年代以降に流行した日本の若者女性のファッションおよびメイクのスタイル、分類である。
「量産型」は明るい色調でガーリーなテイストの服装やメイクが特徴で、似通ったスタイルになりがちなこと、あるいはあえて没個性なスタイルとすることからこの名称で呼ばれる。
「地雷系」は「病み系」の要素を濃くしたもので、涙袋や垂れ目を強調したメイクや、黒とピンクを基調とした服装が特徴であるとされる。名称はメンヘラや愛情表現が重たい女性を指す俗語としての地雷に由来する。
上述のようにそれぞれに異なる特徴や言葉の由来、文化的背景が存在するが、共通項が多く、両者を組み合わせたファッションもみられることから並列して扱われる。
このようなスタイルの女性を指して量産型女子、地雷系女子のように呼ぶ。これらの女性を指す場合にも「女子」を省略して単に「量産型」や「地雷系」と言う場合がある。ライターの佐々木チワワはZ世代女性の特徴として「ファッションや考え方に名前をつけたり、カテゴライズするのを好む傾向にある」と指摘している。

## 発祥と展開

### 量産型ファッションの発祥と変遷
2010年代前半に登場した「量産型」は本来、字義通り、流行のファッションをそのまま着るために没個性的で似通った見た目になる女性（特に女子大生の世代）のスタイルを指す言葉であった。
その後、ジャニーズやメンズ地下アイドルのファンの女性の間で、明るい色調、フリルやリボンを多用した服装、過剰なガーリーさといった特徴のファッションやメイクが広まると、これらの具体的な特徴を持つスタイルを指してより狭い意味で使われるようになった。この意味においては「量産型オタク」ファッションとも呼ばれる。

### 病み系の台頭
2014年〜2015年に登場し定着していった、青白い色調や目元のクマのメイク、沈んだ色のコーディネートなどにより精神の病み・闇を表現するファッションスタイルが「病み系」である。
佐々木チワワは量産型、地雷系の両方を病み系が定着した後の派生として位置付けている。
後の地雷系メイクについて、その退廃的な印象から「病みメイク」と称される場合もある。

### 「地雷女」からスタイルとしての地雷系へ
「地雷系」や「地雷（地雷女）」は元々ファッションやメイクの様式ではなく、メンヘラや愛情表現が重たい女性を地雷に例えて呼んだ俗語であった。
佐々木チワワは上述のようにファッションスタイルとしての「地雷系」を「病み系」の派生とし、「病み系の要素をより濃くしたもの」で、メイクは泣き顔系、服装はハイブランドにサンリオ系のキャラクターの小物を合わせているという特徴を持つと説明している。
音楽ライターの藤谷千明は地雷系ファッションについて、2020年ごろの女性アイドルグループなどに見られる「病みかわいい」カルチャーとの親和性に触れている。同じく音楽ライターの冬将軍は地雷系とバンギャのファッションが似ているようで根本が異なるとし、「地雷女子の流行に地下アイドルシーンの存在は欠かせないもの」であり、そこには悲撃のヒロイン症候群（2019年デビュー）が大きく影響を及ぼしたと述べている。

### 2020年代の流行とコロナ禍
2019年以降、量産型・地雷系のメイクがインスタグラムの自撮りやYouTubeの美容界隈などを介して流行していった。
後述する「トー横キッズ」や「ぴえん系」といった新宿歌舞伎町のムーブメントも量産型・地雷系ファッションの発展を取り巻く要素として挙げられる。涙袋にラメを入れることでうるうるとした目を表現するアイメイクは「ぴえんアイ」と呼ばれ、タレント・コスメプロデューサーの吉田朱里が紹介したことで話題となり、2020年7月の朝の情報番組「めざましテレビ」でも取り上げられた。
2019年に連載を開始し、2022年にはドラマ版も放送された漫画作品『明日、私は誰かのカノジョ』にはぴえん系量産型ファッションを身にまとうホス狂の女性「ゆあてゃ」が登場し、地雷系・量産型女子たちからの共感を得た。
メディア環境学者の久保友香は、2020年代における地雷系メイクの流行について、コロナ禍により広がった社会不安が反映されていること、マスク着用が日常化した状況下において目元に個性を出せるメイクであることといった要素を挙げて分析している。藤谷千明もコロナ禍との関連に触れており、量産型・地雷系メイク動画の流行について「どうせ外に出られないから、ちょっと変わったメイクを試してみたい」という視聴者の需要とマッチした可能性を指摘している。
2022年には少女漫画誌『りぼん』11月号の表紙において掲載作品のヒロインらが地雷系の装いをしていることが話題を呼んだ。

### 日本国外への伝播

中華人民共和国における地雷系ファッション

韓国では弘大入口駅の周辺に集まる若者女性らが「弘大地雷女」と呼ばれ、地雷系ファッションを身にまとっている。弘大入口駅近くは家出女子らのたむろ場となっており、性売買が行われるなどトー横キッズを真似た文化が社会問題化している。
フランスではエッフェル塔周辺に集まる地雷系の若者女性らが界隈を形成し、トー横に倣って「エフェ横」を自称している。こちらは文化やファッションとしての受容に過ぎず、治安の悪化などの影響は見られないとされている。
中国のZ世代も日本の地雷系カルチャーに注目しており、株式会社パンダビジョン代表でライターの佐野篤は、一人っ子政策の影響で一人っ子が多い中国の若者が抱えている孤独感が、その流行の背景にあると分析している。

## スタイルの形態的特徴

### 共通点
量産型・地雷系ともに服装の特徴はフリルやリボンの多用である。また、厚底の靴、ブーツを履く。共通して好まれるブランドとして「Ank Rouge」や「evelyn」などが挙げられる。ファッションビル渋谷109では両者を明確に区別せず、混在した状態で販売している店舗が見られる。
メイクでは目元、涙袋を強調する。
益若つばさは地雷系メイクの解説動画で、実際の流行としては量産型と地雷系が混ざったようなメイクも多いと指摘している。

### 量産型
服装はベージュやピンク・白・水色といった明るい色調といった特徴を持つフェミニン、ガーリーなスタイルである。メイクにおいては「ピンクの涙袋でうるうるとした庇護欲をあおるようなもの」が特徴であるとされる。
ファッション通販の夢展望は「量産ちゃん・地雷ちゃんコーデ特集」で「推しに可愛く思われたい」という動機付けを量産型の特徴に挙げている。また、佐々木チワワは「かわいく思われたい、かわいくありたいがための没個性」と形容している。

### 地雷系
服装は、黒や、黒とピンクの組み合わせが特徴的である。また、ハイブランドにあえてマイメロディやシナモロールといったサンリオ系のキャラクターの小物を合わせているのも特徴であるとされる。特にクロミは地雷系女子のマスコットとして支持を集めている。また、十字架やハートのダークなモチーフのアクセサリーをつける。
メイクにおいてはたれ目、目の周りに赤系のシャドウといった要素で表現される「泣き顔メイク」を特徴とし、量産型よりもダークなメイクと言われている。
夢展望は上述の特集で地雷系の特徴として「自分を可愛く見せるのが得意」というものを挙げている。

### ロリータとの関係
イラストレーター・漫画家の江崎びす子たんは、量産型・地雷系ファッションとロリータ・ファッションとの関係について、カラーリングや形態的特徴から「カジュアルファッションに甘ロリ的なエッセンスを少し加えたものが量産型」「簡略化されたゴスロリが地雷系」と説明できるとしている。
ファッション研究者の菊田琢也はロリータ風のアニメキャラクターの服装を模した人々によって生まれたスタイルが地雷系に接続したと発言している。
地雷系とゴスロリについては、スタイルは似ているが着用ブランドも出自も全く異なるともされる。
音楽ライターの冬将軍は、地雷系とゴスロリの違いとして「ゴスロリは極力肌の露出を抑える」と説明している。

## 文化・行動様式

### マイメロディ・クロミとの結びつき
上述の通りサンリオのマイメロディやクロミはしばしば量産型・地雷系ファッションに取り入れられ、あるいは量産型・地雷系女子のマスコットとしても扱われる。
2022年にはサンリオ公式から、マイメロディとクロミを扱ったデザインシリーズ「真夜中のメロクロ」が発売。このシリーズでは両キャラクターが地雷系ファッションを彷彿とさせるメイクや服装をしており、地雷系のカルチャーがサンリオに逆輸入されるかたちとなった。同シリーズは第3弾まで展開し、2025年の年始にも「真夜中のメロクロスペシャルシリーズ」が発売されるなど人気を博した。

### トー横キッズ
2010年頃SNS上に登場した自撮り界隈がオフラインでの集合場所として新宿東宝ビル横（通称トー横）にたむろし、トー横キッズと呼ばれるようになった。彼らの特徴の一つとして地雷系ファッションを身にまとっていることが挙げられる。佐々木チワワは、トー横に集まる男性が女性同様に「地雷系の男性版」の服装をしており、目元にしっかりアイラインを入れていることを指摘している。トー横では2021年以降未成年誘拐や売春斡旋などの事件が頻発しメディアでの取り上げが増加、社会問題化した。

### ぴえん系
泣いている様子を表す言葉「ぴえん」は「Pleading Face（嘆願する顔）」という絵文字がUnicodeに追加されたことで若者の心情表現として確立し、マイナビティーンズの「2019年ティーンが選ぶトレンドランキング」、マーケティング会社AMFの「JC・JK流行語大賞2019（言葉部門）」で共に1位にランクインした
。
佐々木チワワはこの「ぴえん」という言葉が次第にメンヘラ系女子の行動様式としての意味を持ち始めたと分析し、服装・メイクの特徴として量産型・地雷系に属する女性が、「ぴえんな言動」をしていたらそれを「ぴえん系」と呼ぶとしている。
地雷系のメイクをして、歌舞伎町でスト缶（ストロング缶）
をストローでチューチューしながら、「推ししか勝たん」と言っていたらぴえん系女子です。—佐々木チワワ
飲料についてはエナジードリンク「モンスターエナジー」のピンク缶（通称ピンモン）も地雷系女子の共通認識にあるアイテムとして挙げられている。
ファッション誌LARMEは2020年秋号において9ページにわたる特集「量産&地雷in新宿歌舞伎町」を掲載。撮影地である歌舞伎町、ホス狂のイメージと量産型・地雷系ファッションとの関係を示し、ファッション・行動様式・発言といった全体を包括的に指すステレオタイプとしての「ぴえん」が出来上がっていった。
また、上述の『明日、私は誰かのカノジョ』に登場するゆあてゃが量産型女子の服装で「ぴえん」を曖昧な意味を持つ言葉として使う典型的なホス狂であったこと、彼女が2021年6月の『LARME』43号の表紙を飾ったことなども「ぴえん系女子」という呼称の確立に影響を与えた。

## 関連作品
- 漫画
  - をのひなお『明日、私は誰かのカノジョ』内「第4章 Knockin’on Heaven’s Door」（サイコミ連載）
  - ぶりすけ『アンドロイドは地雷系の夢を見る。』 （月刊コミックフラッパー連載、2023年〜 ）[37]
- ドラマ
  - 『明日、私は誰かのカノジョ』 6話[38]-11話[39]（TBSテレビ系、2022年）